# 동광양 나들목
동광양 나들목(E.Gwangyang IC)은 전라남도 광양시 중군동과 광양읍 죽림리, 그리고 옥곡면 선유리에 걸쳐 설치된 남해고속도로의 14번 교차로(나들목)이다. 국도 제2호선과 입체교차로를 이루고 있으며, 광양시내로 진출할 수 있다. 1982년 남해고속도로 4차선 확장 사업으로 이 나들목을 입체화할 당시 교차로가 위치한 곳 행정 구역이 골약면 중군리였기 때문에 예정된 가칭은 골약 나들목이었으나 이후 이 일대가 동광양시가 되면서 이런 명칭이 붙었다.

## 연혁
- 1973년 11월 14일 : 부산 ~ 순천 고속도로 개통과 함께 광양군 골약면 중군리에 평면 교차로로 통행 개시[1]
- 1982년 10월 8일 : 골약 나들목 입체화 건설로 인해 전라남도 광양군 골약면 중군리 1.45km 구간 도로구역 변경[2]
- 1995년 3월 24일 : 1996년 12월까지 동광양 나들목 개량을 위해 전라남도 동광양시 중군동 1.42km 구간 도로구역 변경[3]
- 1998년 4월 3일 : 1998년 4월 30일까지 나들목 개량 공사로 인해 전라남도 광양시 중군동 1.42km 구간 도로구역 변경[4]

## 구조물 정보
- 위치: 전라남도 광양시 중군동, 광양읍 죽림리, 옥곡면 선유리
- 영업소: 전라남도 광양시 중양길 47 (중군동)

## 접속하는 도로
- 백운로
- 국가지원지방도 제58호선 (옥진로)
- 간접 연결 : 국도 제2호선 (충무공로, 성황 교차로 이용)

## 교통량 정보
| 요금소          | 통행량 (대/일) | 통행량 (대/일) | 통행량 (대/일) | 통행량 (대/일) | 통행량 (대/일) | 통행량 (대/일) | 통행량 (대/일) | 통행량 (대/일) | 통행량 (대/일) | 통행량 (대/일) | 각주  |
| 요금소          | 2001년         | 2002년         | 2003년         | 2004년         | 2005년         | 2006년         | 2007년         | 2008년         | 2009년         | 2010년         | 각주  |
| --------------- | -------------- | -------------- | -------------- | -------------- | -------------- | -------------- | -------------- | -------------- | -------------- | -------------- | ----- |
| 동광양 (폐쇄식) | 2,105          | 2,177          | 2,201          | 2,293          | 2,485          | 2,621          | 1,977          | 1,721          | 1,855          | 2,055          | [ 5 ] |
| 요금소          | 2011년         | 2012년         | 2013년         | 2014년         | 2015년         | 2016년         | 2017년         | 2018년         | 2019년         |                | [ 5 ] |
| 동광양 (폐쇄식) | 2,380          | 2,566          | 2,738          | 2,928          | 3,164          | 3,357          | 3,419          | 3,478          | 3,382          |                | [ 5 ] |